# Caimani del Piave
I Caimani del Piave (o Caimani Neri del Piave) furono un reparto di fanteria di marina, composto da nuotatori addestrati per attraversare i fiumi a nuoto allo scopo di condurre ricognizioni, azioni di sabotaggio o portare ordini, impiegato da parte italiana durante la prima guerra mondiale sul fronte del Piave.

## Storia
Essi erano uno speciale reparto di volontari composto originariamente dai migliori elementi della Brigata “Marina” poi ribattezzata San Marco della Regia Marina, posti al comando dell'allora capitano di corvetta Vittorio Tur comandante del Battaglione "Caorle".
In un secondo momento si aggiunsero volontari provenienti dagli Arditi della Fanteria e dei Bersaglieri che si distinguevano per abilità natatoria.
Inizialmente costituito per lo più da nativi delle zone del Piave, il loro primo teatro di impiego, perché ne conoscevano le insidie, successivamente il reparto accolse anche volontari provenienti da altre regioni. 
L'addestramento era molto duro e concentrato, oltre che sul nuoto, soprattutto sulle tecniche di combattimento a mani nude e lama corta.
In acqua avevano adottato una tecnica di nuoto ispirata agli alligatori: per minimizzare la superficie esposta e quindi la possibilità di essere individuati, esponevano dall'acqua solo la testa al di sopra delle narici. Da questo probabilmente deriva la denominazione di caimani.
L'armamento principale era costituito da un pugnale. Era anche previsto l'insegnamento di arti marziali orientali da parte di istruttori scelti tra i marinai che le avevano apprese quando, a cavallo tra il XIX ed il XX secolo, erano stati destinati in Cina e Giappone.
La divisa era costituita da semplici calzoncini da bagno. Conducendo azioni per lo più notturne, inoltre, erano soliti ricoprirsi con una mistura di grasso (per proteggersi dal freddo) e nerofumo (per mimetizzarsi nel buio).
A loro sono dedicati i monumenti che si trovano a Sernaglia della Battaglia, che ricorda tutti gli Arditi che si batterono con grande valore sui fronti della Grande Guerra, e a Falzè di Piave. Proprio da Sernaglia gli Arditi della 1ª divisione d'Assalto varcarono il Piave durante la battaglia di Vittorio Veneto.
Su una parete delle camerate della caserma sull'isola di S. Andrea di Venezia (oggi una delle sedi dei Reggimento lagunari "Serenissima") è affissa una targa in marmo con su scritto: "In questi luoghi si addestrarono i marinai ardimentosi che si immolarono sul Piave per la difesa di Venezia e dell'Italia tutta. Essi furono ricordati come i "Caimani Neri del Piave". Isola di S. Andrea, conflitto 1915/1918".